# Nemesia hispanica
Nemesia hispanica is een spinnensoort in de taxonomische indeling van de bruine klapdeurspinnen (Nemesiidae).
Nemesia hispanica werd in 1871 beschreven door L. Koch.